# Mario Segni
Mario Segni (16 mai 1939 à Sassari) est un homme politique italien, fils d'Antonio Segni.
Il est député européen de 1999 à 2004, membre du groupe Union pour l'Europe des nations, élu dans la circonscription V (Îles).
Il fonde le Pacte (en italien, Patto), allié avec Alliance nationale en 1999, il a préféré s'allier avec un libéral-démocrate en 2004, Carlo Scognamiglio, avec lequel il fonde le 21 juin 2003, le Pacte des libéraux-démocrates qui reprend le symbole du Pacte.
Il est élu à cinq reprises député pour la Démocratie chrétienne avant d'être élu sous l'étiquette Patto Segni en 1994, non seulement à la Camera dei deputati et au Parlement européen.
Il est secrétaire d'État à l'Agriculture dans le gouvernement Bettino Craxi II et dans celui d'Amintore Fanfani VI.

## Dans la Démocratie chrétienne
Il débute en politique en Sardaigne, lors de la campagne électorale de 1976, l'année où le Parti communiste italien d'Enrico Berlinguer cherche à dépasser la Démocratie chrétienne. Il est élu de ce dernier parti, second derrière Francesco Cossiga, avec 87 000 voix de préférence qu'il attribue au souvenir de son père. Opposé au compromis historique avec le PCI, il fait partie du groupe des Cent et puis de Proposition, avec comme chef de file Indro Montanelli (directeur de Il Giornale).
Le 10 février 1990, déçu par Bettino Craxi, il dépose auprès de la Cour de cassation une question pour un référendum à organiser et commence à en recueillir les signatures le 20 avril. Cette question électorale remporte le 9 juin 1991 puis le 18 avril 1993, provoquant un séisme politique et le changement de mode de scrutin (cf. Camera dei deputati).
Le 29 mars 1993, Segni abandonne définitivement la DC, à la suite des mises en examen d'Antonio Gava et de Giulio Andreotti.
Il organise un nouveau référendum pour organiser l'élection directe du Premier ministre en 1999, mais ce dernier manque le quorum pour 150 000 voix, après avoir recueilli plus de 21 millions de « oui ».
Il fonde en 2003 le Pacte des libéraux-démocrates.
En 2011, il anime la Rete dei refendari et promeut le référendum abrogatif de 2012 en Italie.